# Хердман, Марк
Джон Марк Эмброуз Хердман (англ. John Mark Ambrose Herdman, 26 апреля 1932, дер. Рю, Аргайл-энд-Бьют, Шотландия, Великобритания — 5 августа 2015, Гилфорд, Суррей, Великобритания) — британский дипломат и колониальный деятель, губернатор Британских Виргинских островов (1986—1991).

## Биография
Родился в семье командира Королевского военно-морского флота. Мать умерла, когда ему было четыре года. Отец женился во второй раз и мальчик воспитывался тетей в Северной Ирландии.
Окончил школу-интернат Святого Эдуарда в Оксфорде, затем — Тринити-колледж в Дублине. В течение года учился в Королевском колледже в Оксфорде, чтобы подготовиться к поступлению на британскую заморскую государственную службу.
Являлся районным, затем окружным комиссаром в Британской Кении до обретения этой страной независимости в 1964 г. Изучал арабский язык на Ближнем Востоке в Центре арабских исследований (MECAS) в Ливане, чтобы подготовиться к работе в соседней Иордании, затем служил в дипломатических представительствах в Замбии, Саудовской Аравии и Малави.
В 1983—1986 гг. — заместитель губернатора Бермудских островов, в феврале-июле 1983 г. исполнял обязанности губернатора.
В 1986—1991 гг. — губернатор Британских Виргинских островов. На этом посту координировал восстановительные работы после обрушения на острова разрушительного урагана Хьюго в 1989 г. Являлся первым координатором службы по предупреждению и ликвидации чрезвычайных ситуаций, которая 1993 г. была преобразована в соответствующий Департамент.
С 1991 по 1992 г. являлся членом наблюдательной миссии по обеспечению мира Европейского Союза в Югославии.
В 1992 г. вышел в отставку.

## Награды и звания
В 1979 г. королева Елизавета II во время своего визита в Малави присвоила ему звание  лейтенанта Королевского Викторианского ордена.
В 1990 г. он был возведен в  Командоры ордена Британской империи.